# Pangonius flavocinctus
Pangonius flavocinctus är en tvåvingeart som först beskrevs av Szilady 1923.  Pangonius flavocinctus ingår i släktet Pangonius och familjen bromsar.
Artens utbredningsområde är Turkiet. Inga underarter finns listade i Catalogue of Life.